# 딥 인 더 밸리
《딥 인 더 밸리》(영어: Deep in the Valley, 영국 제목은 영어: American Hot Babes)는 2009년 공개된 미국의 로맨틱 코미디 영화이다.

## 출연진
- 크리스 프랫
- 브렌던 하인스
- 스콧 칸
- 레이철 스펙터
- 킴 카다시안
- 데니즈 리처즈
- 크리스토퍼 맥도널드
- 블랑카 소토
- 트레이시 모건
- 샬럿 솔트
- 베치 루
- 샌드라 매코이
- 재키 R. 챈
- 에이미 패프래스 (크레디트 미기재)

## 기타 제작진
- 라인 제작: 니컬러스 스테이모스
- 배역: 비너스 카나니, 메리 버뉴
- 미술: 조 레먼
- 세트: 제니퍼 웨버